# Soledad Lorenzo
Soledad Lorenzo García (Torrelavega, Cantabria, 13 de septiembre de 1937) es una galerista de arte contemporáneo española, referente del mercado del arte en España en el último cuarto del siglo XX. Por encargo del Ministerio de Cultura de España, coordinó en 1985 las exposiciones del festival de cultura española Europalia. En 1986 crea en Madrid la galería Soledad Lorenzo, que dirigió durante 26 años y que pronto se convirtió en una de las galerías más internacionales, dedicada al arte contemporáneo en Europa.
Entre otros muchos reconocimientos destacan la Gran Cruz de la Orden Civil de Alfonso X el Sabio, y las medallas de oro de las Bellas Artes, al Mérito en el Trabajo y del Ayuntamiento de Madrid. En el año 2020 obtuvo la Medalla Internacional de las Artes de la Comunidad de Madrid 2020.

## Biografía y desarrollo profesional
Pasó su infancia en su ciudad natal, Torrelavega, pero por problemas políticos de su padre, Pedro Lorenzo Molleda (alcalde republicano de Torrelavega encarcelado durante la guerra civil), se trasladó toda la familia a Madrid, Zaragoza y posteriormente a Barcelona. Recibió de su ciudad natal en el año 2007 el título de Torrelaveguense Ilustre.
Lorenzo se quedó sin familia cuando aún era muy joven, una de las razones por las que entregó su vida entera al arte y a sus artistas. Según sus propias palabras, «la maravilla del arte es emocional e intransferible y la cultura es la base del progreso de la sociedad».
Desde pequeña asistió con su padre a tertulias y exposiciones en Barcelona, lo que fomentó su amor por la pintura y por la escultura. Con seis años ya había posado para Joaquim Sunyer, miembro destacado del Novecentismo catalán.
Se casó en 1960 a los 23 años, vivió con su marido en Londres, ejecutivo de la constructora española Huarte, durante once años, pero a consecuencia de un cáncer falleció en Madrid en 1973 y con 36 años se quedó viuda. «No creo en Dios, creo en la vida», afirmó en una entrevista en el periódico español El Mundo.
En 1974 comenzó su aprendizaje profesional en el mundo del arte cuando trabajó en la galería Fernando Guereta, pronto va ganando confianza y soltura, y los artistas se estaban convirtiendo en sus grandes amigos. A partir de 1976 comenzó a trabajar durante ocho años en la Galería Theo de Madrid, con sus propietarios el matrimonio formado por el pintor Fernando Mignoni y Elvira González. En 1985, a través del Ministerio de Cultura, fue comisaria en Bruselas de las exposiciones que España presentó en el festival de cultura española Europalia, con motivo de la entrada de España en el Mercado Común.
En 1989 el fotógrafo Helmut Newton, una de las grandes figuras del siglo XX, australiano de origen alemán conocido por sus fotografías de moda y sus famosos retratos a celebrities, se fija en Lorenzo y le realiza una exquisita fotografía, que ha formado parte de la extensa producción de este fotógrafo internacional.
Lorenzo necesitaba el contacto directo con los artistas por eso se decidió a crear su propia galería de arte en 1986. Su referencia como modelo galerístico era la galería Juana Mordó. Se estableció en un local muy espacioso y luminoso en la calle Orfila de Madrid y ahí permaneció hasta su cierre. La reforma la hizo su hermano arquitecto, Ricardo Lorenzo García, con el pintor Gustavo Torner.
Inauguró la galería con el artista Alfonso Fraile, seguido de Gustavo Torner, Jordi Teixidor,  Vicente Rojo, Antonio Lorenzo, Pablo Palazuelo del que fue gran amiga. Posteriormente trabajó con artistas como Tàpies, José Luis Gómez Perales, Guillermo Pérez Villalta, Miquel Barceló, Soledad Sevilla, Hernández Pijoan, Luis Gordillo, Antonio Lorenzo. Los primeros artistas jóvenes que trabajaron con ella fueron los escultores vascos Txomin Badiola y Pello Irazu, José Manuel Broto, Pedro Mora, Susy Gómez, Juan Uslé, PereJaume Victoria Civera, Íñigo Manglano-Ovalle, Jorge Galindo, José María Sicilia, Sergio Prego, Ana Laura Aláez o La Ribot. Muy pronto se abrió al mercado internacional participando en las mejores ferias de arte contemporáneo. Ha trabajado con artistas internacionales de reconocido prestigio como, Louise Bourgeois, artista con la que mantuvo una estrecha relación, Julian Schnabel, Ross Blecker, Tony Oursler, Robert Longo, Paul McCarthy, David Salle entre otros. Ha participado en las mejores ferias de arte europeas, como la Feria de Arte Contemporáneo ARCO de Madrid, la feria Art Basel de Basilea en Suiza y Frieze en Londres.
En diciembre de 2012 cerró su galería que dirigió durante 26 años, ya que consideró que con su consabida autoexigencia y con una edad de 75 años, no podía entregarse al mismo ritmo y con la máxima intensidad que el trabajo con sus artistas requerían. Y aunque nunca ha sido coleccionista, a veces se quedaba con obras de artistas que creía eran importantes. Se ha exhibido una selección de ellas en el Museo de Arte Moderno de Santander y en Valencia.
Reside en un gran loft en el Madrid de los Austrias donde vive rodeada de obras de sus artistas como de Juan Uslé, Philipp Fröhlich, José María Sicilia, Victoria Civera entre otros. También conserva una escultura de la serie arañas de Louise Bourgeois (regalo de la autora). Jamás ha buscado el éxito, sin embargo, siempre le ha acompañado.
Deseaba que las obras que poseía estuvieran en el Museo Nacional Centro de Arte Reina Sofía de Madrid para que las disfrute el máximo número de personas posible. Por lo que el año 2014, entregó en depósito en trámites de donación la mayor parte de su legado, 406 obras de 89 artistas.
Con la obtención del premio Arte y Mecenazgo, decide, animada por sus amigos, que le escriban su biografía y se la encarga al crítico de arte Mariano Navarro y Antonio Lucas titulada Una vida con el arte, editada por Exit en el año 2017.  Es la primera monografía dedicada a una galerista española.
Patrona de honor de la Fundación Museo Reina Sofía.

## Premios
Entre los galardones, premios y homenajes concedidos a Soledad Lorenzo, figuran entre los más destacados:
| 2006 | Medalla de Oro de las Bellas Artes                                                                       |
| 2007 | Torrelaveguense Ilustre.                                                                                 |
| 2009 | Premio FEAGA European Gallery Award, concedido por la Asociación de galerías europeas en su 5.ª edición. |
| 2012 | Premio en la categoría de Galerista. AD - Architectural Digest.                                          |
| 2012 | Premio GAC - Galeries d'Art de Catalunya.                                                                |
| 2012 | Premio en la categoría de Galerista. Fundación Arte y Mecenazgo de La Caixa.                             |
| 2012 | Homenaje a su trayectoria profesional. Arte Santander.                                                   |
| 2012 | Premio MAV a su carrera profesional. Mujeres en las artes visuales                                       |
| 2013 | Medalla de Oro del Ayuntamiento de Madrid.                                                               |
| 2013 | Premio RAC 2013. Reconocimiento a toda una trayectoria vital.                                            |
| 2016 | Medalla de Oro al Mérito en el Trabajo. Consejo de Ministros de España.                                  |
| 2016 | Premio Emboque de Oro 2016. Casa de Cantabria en Madrid.                                                 |
| 2017 | Gran Cruz de la Orden Civil de Alfonso X el Sabio.                                                       |